# Dolni Loekovit
Dolni Loekovit (Bulgaars: Долни Луковит) is een dorp in het noorden van Bulgarije. Het dorp is gelegen in de gemeente Iskar in de oblast Pleven. Het dorp ligt hemelsbreed ongeveer 34 km ten noordwesten van Pleven en 116 km ten noorden van Sofia. Het dorp telde 1.685 inwoners op 15 maart 2024.

## Bevolking
Het dorp Dolni Loekovit had bij een schatting van 2020 een inwoneraantal van 1.540 personen. Dit waren 281 mensen (-15,4%) minder dan 1.821 inwoners bij de officiële census van februari 2011. De gemiddelde jaarlijkse groei in die periode komt daarmee uit op -1,7%, hetgeen lager is dan het landelijk jaarlijks gemiddelde over deze periode (-0,63%). Het aantal inwoners vertoont al tientallen jaren een dalende trend: in 1946 woonden er nog 4.484 personen in het dorp.
- 1934 4015
Koninkrijk Bulgarije
- 1946 4484
Volksrepubliek Bulgarije
- 1956 4438
Volksrepubliek Bulgarije
- 1965 4229
Volksrepubliek Bulgarije
- 1975 3422
Volksrepubliek Bulgarije
- 1985 2819
Volksrepubliek Bulgarije
- 1992 2640
Republiek Bulgarije
- 2001 2367
Republiek Bulgarije
- 2011 1821
Republiek Bulgarije
- 2020 1540
Republiek Bulgarije

- Koninkrijk Bulgarije
- Volksrepubliek Bulgarije
- Republiek Bulgarije

In het dorp leven grotendeels etnische Bulgaren, maar er is ook een kleine minderheid van de Roma. In februari 2011 identificeerden 1.700 van de 1.816 ondervraagden zichzelf als ethische “Bulgaren”, oftewel 93,6% van alle ondervraagden. De overige ondervraagden identificeerden zichzelf vooral als Roma (109 personen oftewel 6%).
| Etnische samenstelling van de respondenten (2011) | Etnische samenstelling van de respondenten (2011) | Etnische samenstelling van de respondenten (2011) | Etnische samenstelling van de respondenten (2011) | Etnische samenstelling van de respondenten (2011) |
| ------------------------------------------------- | ------------------------------------------------- | ------------------------------------------------- | ------------------------------------------------- | ------------------------------------------------- |
|                                                   |                                                   |                                                   |                                                   |                                                   |
| Bulgaren                                          | Bulgaren                                          |                                                   | 93,6%                                             | 93,6%                                             |
| Turken                                            | Turken                                            |                                                   | 0,0%                                              | 0,0%                                              |
| Roma                                              | Roma                                              |                                                   | 6,0%                                              | 6,0%                                              |
| Anders/Onbekend                                   | Anders/Onbekend                                   |                                                   | 0,4%                                              | 0,4%                                              |